# Давыдчук, Ярослав Александрович
Ярослав Александрович Давыдчук (3 октября 1999) — украинский самбист, чемпион Украины по самбо 2021 года, бронзовый призёр первенства Европы среди юношей, чемпион и призёр первенств Европы и мира среди юниоров, призёр розыгрышей Кубка Европы по самбо, чемпион и призёр чемпионатов Европы, бронзовый призёр чемпионата мира по самбо, мастер спорта Украины международного класса. Выступал в полутяжёлой весовой категории (до 100 кг). Тренируется под руководством Геннадия Горохова. Студент Львовского государственного университета физической культуры.

## Спортивные результаты
- Чемпионат Украины по самбо 2021 годы — ;